# Dingolfing
Dingolfing is een plaats in de Duitse deelstaat Beieren. Het is de Kreisstadt van het Landkreis Dingolfing-Landau en is gelegen aan de Isar. De stad telt 20.003 inwoners.
Vanaf 1905 was Hans Glas GmbH hier gevestigd. Het bedrijf maakte aanvankelijk zaaimachines en na de Tweede Wereldoorlog scooters en auto's, tot het in 1966 werd overgenomen door BMW, dat hier nog altijd een belangrijke fabriek heeft.

## Geboren
- Elisabeth Esterl (1978), Duits golfprofessional

Dingolfing ·
Eichendorf ·
Frontenhausen ·
Gottfrieding ·
Landau a.d.Isar ·
Loiching ·
Mamming ·
Marklkofen ·
Mengkofen ·
Moosthenning ·
Niederviehbach ·
Pilsting ·
Reisbach ·
Simbach ·
Wallersdorf